# Berlinski Sbornik

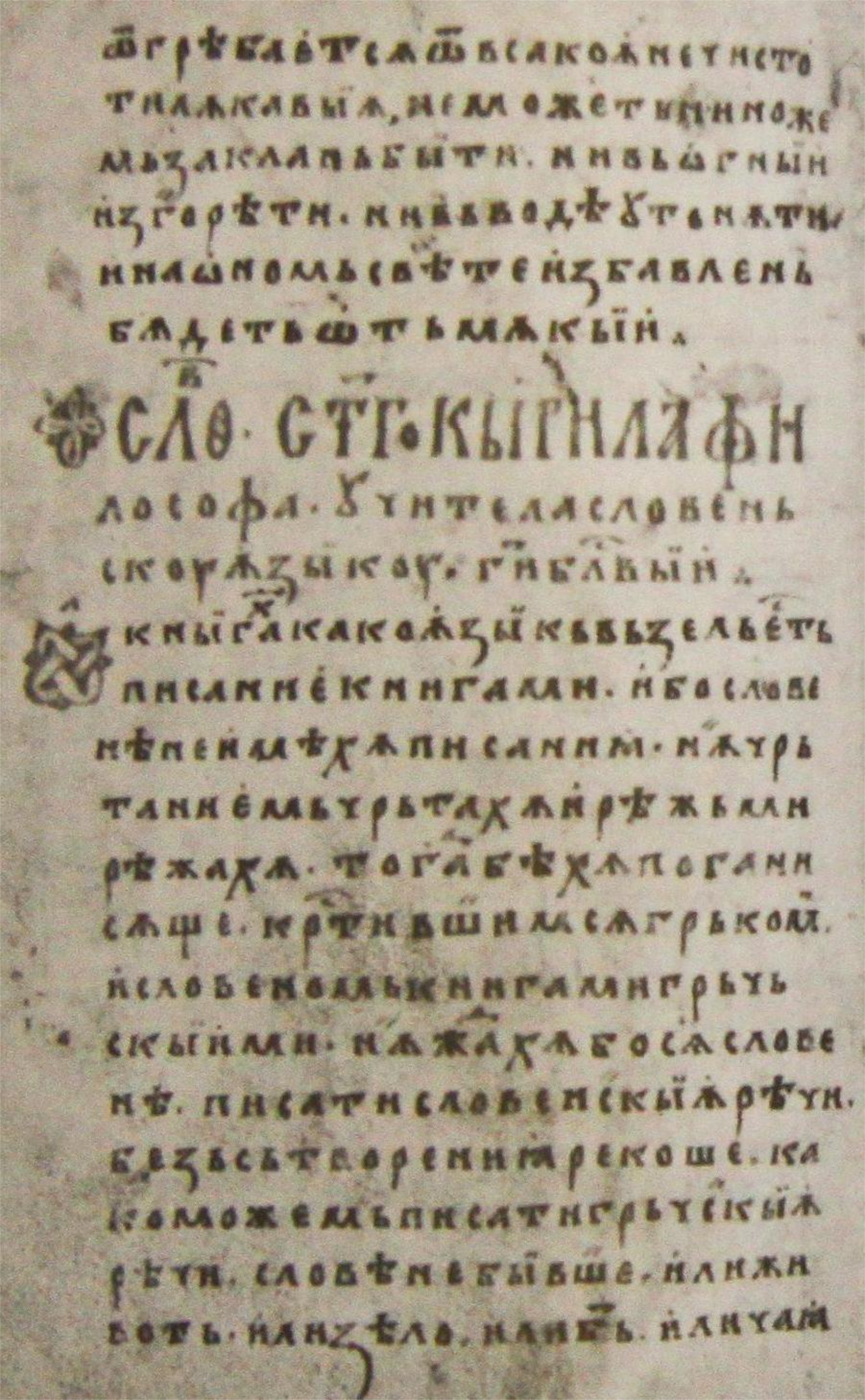
Berlinski Sbornik

Der Berlinski Sbornik (Berliner Sammelkodex) ist eine Handschrift in kirchenslawischer (altserbischer) Sprache in kyrillischer Schrift aus dem frühen 14. Jahrhundert.
Sie enthält verschiedene apokryphe und theologische Texte, u. a. von Tschernorisez Chrabr. Die Handschrift besteht aus 138 Pergamentblättern im Format 19,5 × 14 cm und ist eine serbische Abschrift eines mittelbulgarischen Textes aus dem 13. Jahrhundert.
Sie wurde in der ersten Hälfte des 19. Jahrhunderts durch den serbischen Philologen Vuk Karadžić wahrscheinlich in Bosnien oder Herzegowina gefunden. 1858 übergab dieser sie an die Preußische Königliche Bibliothek in Berlin. 135 Blätter befinden sich heute in der Staatsbibliothek Preußischer Kulturbesitz in Berlin, Signatur Ms. Slav. Wuk 48, drei Blätter in der Russischen Nationalbibliothek in St. Petersburg, Signatur O. п. I. 15.

## Ausgaben
- Heinz Miklas, Lora Taseva, Marija Jovceva (Hrsg.): Berlinski Sbornik: Vollständige Studienausgabe im Originalformat, Anh. v. V. M. Zagrebin. Graz, 1988 (mit Bibliographie) Einleitung